# Programa de Integração Nacional
O Programa de Integração Nacional (PIN) foi um programa de cunho geopolítico criado pelo Governo Emílio Médici por meio do Decreto-Lei Nº1106, de 16 de julho de 1970, assinado pelo Presidente Médici. A proposta era baseada na utilização de mão de obra nordestina liberada pelas grandes secas de 1969 e 1970 e na noção de vazios demográficos amazônicos. São cunhados aqui os lemas "integrar para não entregar" e "terra sem homens para homens sem terras".
Para Otávio Velho, com o PIN “o governo foi capaz de mobilizar o sentimento nacionalista, neutralizando a esquerda nacionalista ao mesmo tempo em que permanecia basicamente cosmopolita no seu caráter, já que inclusive essa colonização da Amazônia implicaria numa maciça participação estrangeira”.
O PIN prevê que dez quilômetros em cada lado das estradas a ser construídas deveriam ser utilizadas para a colonização por cerca de 500 mil pessoas, ou seja, uma meta de assentar cem mil famílias. A rodovia Transamazônica foi a principal via escolhida para a colonização. Conforme o então Ministro do Interior, Costa Cavalcante, citado por Ianni, a Transamazônica corta o território de vinte e nove grupos indígenas dos quais, tomando-se a classificação por níveis de contato com a sociedade envolvente, utilizada na época: onze são grupos isolados, nove de contato intermitente e nove considerados integrados.
Stephen Baines (1991) descreve que quando Médici anuncia o PIN, o órgão indigenista é nele envolvido. No mesmo ano é firmado um convênio entre a FUNAI e a SUDAM para garantir a pacificação de quase trinta grupos indígenas.